# Pentaphylacaceae
Pentaphylacaceae é uma família de plantas angiospérmicas (plantas com flor - divisão Magnoliophyta), pertencente à ordem Ericales.
A ordem à qual pertence esta família está por sua vez incluida na classe Magnoliopsida (Dicotiledóneas): desenvolvem portanto embriões com dois ou mais cotilédones.

## Géneros
- Adinandra, Anneslea, Archboldiodendron, Balthasaria, Cleyera, Eurya, Freziera, Killipiodendron, Paranneslea, Symplococarpon, Ternstroemia, Ternstroemiopsis, Visnea .